# Plateau diviseur
Le plateau diviseur est un appareil, monté sur machine-outil, qui permet de placer des pièces suivant un angle et un axe bien précis.

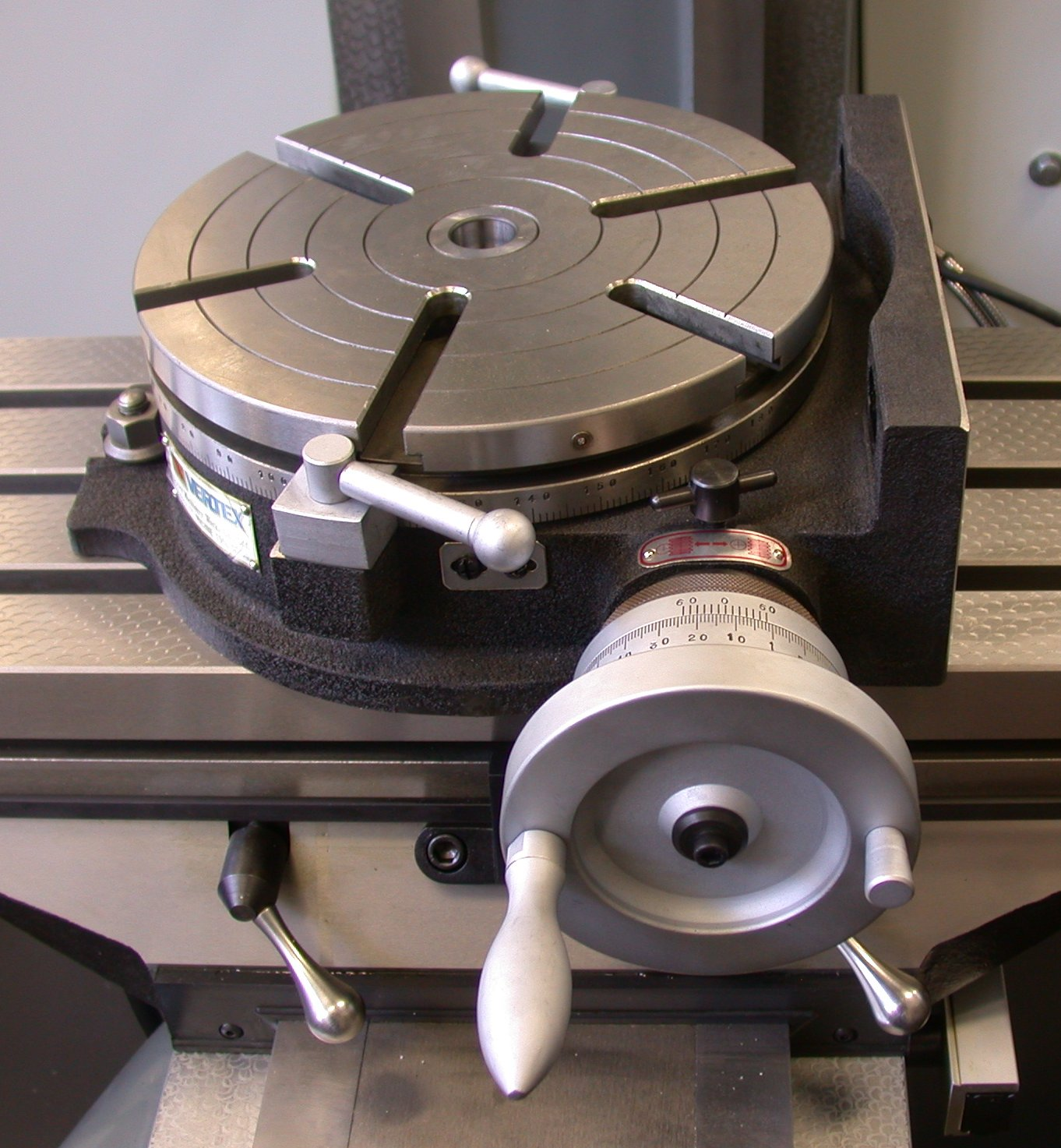
Diviseur manuel

## Principe
Le principe de l'appareil est le suivant :
- un ensemble « plateau et mécanisme de mouvement » est centré par rapport à l’axe de la broche ;
- sur le plateau, la pièce est bridée ou maintenue dans un mandrin ;
- le déplacement angulaire est effectué par l'opérateur de la machine soit :
  - par tambour gradué sur diviseur conventionnel,
  - par l’intermédiaire d’un boîtier à lecture digitale sur diviseur à commande numérique.

## Types de diviseurs
- Diviseur simple : il ne comporte qu’un plateau qui est en position horizontale et qui peut tourner de 360° par rapport à son axe.
- Diviseur universel : le plateau est monté sur un système orientable selon un axe perpendiculaire (inclinaison réglable de 0 à 90°) par rapport à son axe vertical.

## Commandes

Fonctionnement automatique

Le réglage par tambour gradué ou lecteur optique permet des réglages en degrés et minutes avec une précision de l’ordre de quelques secondes. La commande digitale permet des réglages encore plus fins et rapides. Un moteur pas à pas et un système de cames permettent des séquences automatiques d’usinage.

## Accessoires
- Axe de centrage : monté au centre du plateau, il permet de le placer par rapport à l’axe de la broche de la machine-outil.
- indicateur de centrage, muni d’un palpeur et d’un comparateur,
- microscope oculaire de pointage et équerre de visée.